# Hans Bernd von Haeften
Hans Bernd August Gustav von Haeften, né le 18 décembre 1905 à Berlin, mort le 15 août 1944 , à Berlin également, est un juriste et diplomate allemand, ainsi qu'un résistant au Troisième Reich.
Avec son frère Werner, Hans von Haeften participe activement à la préparation de l'attentat du 20 juillet 1944 contre Hitler. C'est son frère Werner qui accompagne Claus von Stauffenberg à la Wolfsschanze lors de l'attentat.
Proche du Cercle de Kreisau, il est condamné et exécuté par pendaison.

## Famille
Son fils, Dirk von Haeften, épouse en 1960 la fille d'une autre opposant célèbre au national-socialisme, le comte Michael von Matuschka, pendu le 14 septembre 1944.
Son autre fils, Jan von Haeften, épouse aussi la fille (Maria-Eleonore) d'un opposant pendu aussi à la prison de Plötzensee, le comte Heinrich von Lehndorff.